# 崔敬伯
崔敬伯（1897年4月26日—1988年5月27日），名翊昆，號欽璧，筆名有靜泊、勁柏、天吁、千山萬水樓主人、風雪蕩舟客等。直隶宁河人。民國37年（1948年）在河北省第二選區當選第一屆立法委員，中国近代财政学家。

## 生平[1][2][3]
早年曾就读于天津北洋法政学堂附中、直隶公立法政专门学校商科。1921年毕业并要留校任教。1926年在于方舟介绍下加入中国国民党。之后还曾担任过齐燮元的家庭教师。后前往日本东京大学、英国伦敦大学政治经济学院留学。1932年返回中国后，任教于燕京大学、北平大学、中法大学、中国大学、朝阳学院等校。他还曾出任财政部所得税筹备委员会特邀研究员、北平研究院研究员。抗日战争爆发后前往重庆，任教于重庆大学。后担任财政部川康直接税局局长、直接税署副署长。1948年當選立法委员。
中华人民共和国成立后，加入中国民主建国会。后出任财政部税务总局副局长。1955年兼任中央财政干部学校副校长、中央财政金融学院教授。1988年在北京逝世。